# Culture Convenience Club

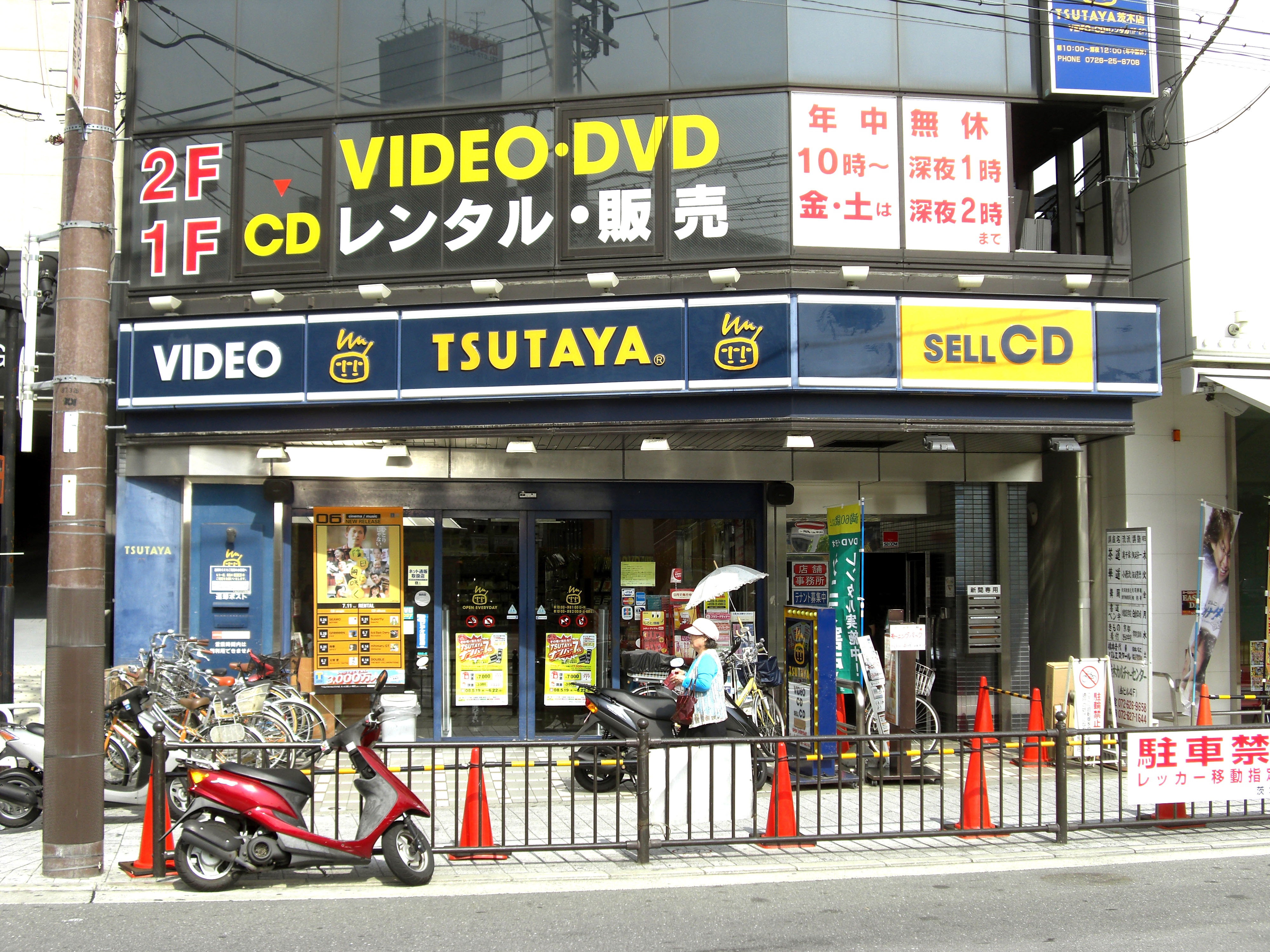
Tsutaya-bolt Ibarikiban

A Culture Convenience Club Co., Ltd. (カルチュア・コンビニエンス・クラブ株式会社; Hepburn: Karuchua Konbiniensu Kurabu Kabushikigaisha) japán vállalat, a Tsutaya videokölcsönző és könyvbolt-hálózat üzemeltetője. A cég székhelye a tokiói Ebiszuban található. A vállalat részvényeit korábban jegyezték a tokiói tőzsdén (TYO: 4756), azonban 2011-ben egy menedzsment kivásárlás után lekerült onnan.
2013 decemberében a vállalat 1 461 Tsutaya-kölcsönzői üzletet üzemeltetett Japánban.
A T-kártya, a Tsutaya tagsági kártyája iparágközi hűségprogramként működik. 2010 májusáig több, mint 35 millió kártyatulajdonos szerzett „T-pontokat” a FamilyMart, a Book Off, a Lotteria, a Tsutaya és egyéb üzletekben. 2019 februárjában a Culture Convenience Club beismerte, hogy a „társadalomhoz való hozzájárulás” képében 2012. óta bírósági határozatok nélkül, teljesen szabadon nyújt hozzáférést a rendőrségnek a kártya tulajdonosairól.